# クリストファー・エヴァン・ウェルチ
クリトファー・エヴァン・ウェルチ（Christopher Evan Welch,  1965年9月28日 - 2013年12月2日）は、アメリカ合衆国の俳優。

## 来歴
1965年、バージニア州のフォート・ベルヴォアに生まれる。ダラスにある大学で演劇を学び、その後はシアトルでも勉学に励んだ。
1999年、テレビシリーズの「サード・ウォッチ」で俳優デビュー。その後はしばらくテレビで活動した後、徐々に映画へも露出が増えていき、スティーヴン・スピルバーグ監督のSF映画『宇宙戦争』やロバート・デ・ニーロが監督を務めた『グッド・シェパード』などの作品へ立て続けに出演した。その後もウディ・アレンやポール・トーマス・アンダーソンなど名だたる監督の作品へ出演し、俳優として確固たる地位を確立した。2014年から放送されたコメディシリーズ『シリコンバレー』では、かつてIT業界の寵児ともてはやされたベンチャー・キャピタルのCEO、ピーター・グレゴリーをユーモラスに演じて印象を残している。
舞台でも活躍しており、2000年にはニューヨークで上演された『欲望という名の電車』でオビー賞を受賞した。
2013年12月2日、カリフォルニア州のサンタモニカで肺癌のため死去。48歳没。

## 出演作品

### 映画
| 公開年 | 邦題 原題                                          | 役名                          | 備考           |
| ------ | -------------------------------------------------- | ----------------------------- | -------------- |
| 2000   | チャイニーズ・コーヒー Chinese Coffee              | 「ハムレット」の俳優          |                |
| 2000   | ハムレット Hamlet                                  | レイナルド                    | テレビ映画     |
| 2004   | マリー&ブルース Marie and Bruce                    | ヘンリー                      |                |
| 2004   | ステップフォード・ワイフ The Stepford Wives        | エド・ウェインライト          |                |
| 2005   | ザ・インタープリター The Interpreter               | ジョナサン・ウィリアムズ      |                |
| 2005   | 宇宙戦争 War of the Worlds                         | フォトグラファー              |                |
| 2006   | ザ・ホークス ハワード・ヒューズを売った男 The Hoax | アルバート・ヴァンダーカンプ  |                |
| 2006   | グッド・シェパード Good Shepard                    | Photography Technical Officer |                |
| 2006   | トラブル・イン・ハリウッド What Just Happened      | マーケティングの男            |                |
| 2008   | それでも恋するバルセロナ Vicky Cristina Barcelona  | ナレーター                    | 声のみの出演   |
| 2008   | 脳内ニューヨーク Synecdoche, New York              | Pastor                        |                |
| 2009   | 人生万歳! Whatever Works                           | ハワード                      |                |
| 2011   | 我が家のおバカで愛しいアニキ Our Idiot Brother     | ロビー                        | ノークレジット |
| 2012   | ザ・マスター The Master                            | ジョン・モア                  |                |
| 2012   | リンカーン Lincoln                                 | エドワード・マクファーソン    |                |
| 2013   | アドミッション -親たちの入学試験- Admission        | ブラント                      |                |

### テレビドラマ
| 放映年         | 邦題 原題                                                  | 役名                     | 備考                        |
| -------------- | ---------------------------------------------------------- | ------------------------ | --------------------------- |
| 1999           | サード・ウォッチ Third Watch                               | トム                     | 1エピソード出演             |
| 2000,2005      | LAW & ORDER:性犯罪特捜班 Law & Order: Special Victims Unit | リチャード・ドウヤー     | 異なる役柄で2エピソード出演 |
| 2001           | ザ・プラクティス ボストン弁護士ファイル The Practice       | バーナード・シャンドリー | 1エピソード出演             |
| 2003           | LAW & ORDER:犯罪心理捜査班 Law & Order: Criminal Intent    | トーマス・ディサート     | 1エピソード出演             |
| 2006           | ザ・ソプラノズ 哀愁のマフィア The Sopranos                 | ERの医師                 | 1エピソード出演             |
| 2008,2009,2010 | ロー&オーダー Law & Order                                  | デヴィッド・ヘイグ       | 3エピソード出演             |
| 2009           | ナース・ジャッキー Nurse Jackie                            | Skip Nannerine           | 1エピソード出演             |
| 2010           | グッド・ワイフ The Good Wife                               | マイナー医師             | 1エピソード出演             |
| 2010           | RUBICON 陰謀のクロスワード Rubicon                         | グラント・テスト         | 13エピソード出演            |
| 2012           | エレメンタリー ホームズ&ワトソン in NY Elementary          | サミュエル・アボット     | 1エピソード出演             |
| 2014           | シリコンバレー Silicon Valley                              | ピーター・グレゴリー     | 8エピソード出演             |